# Secondary Modern School

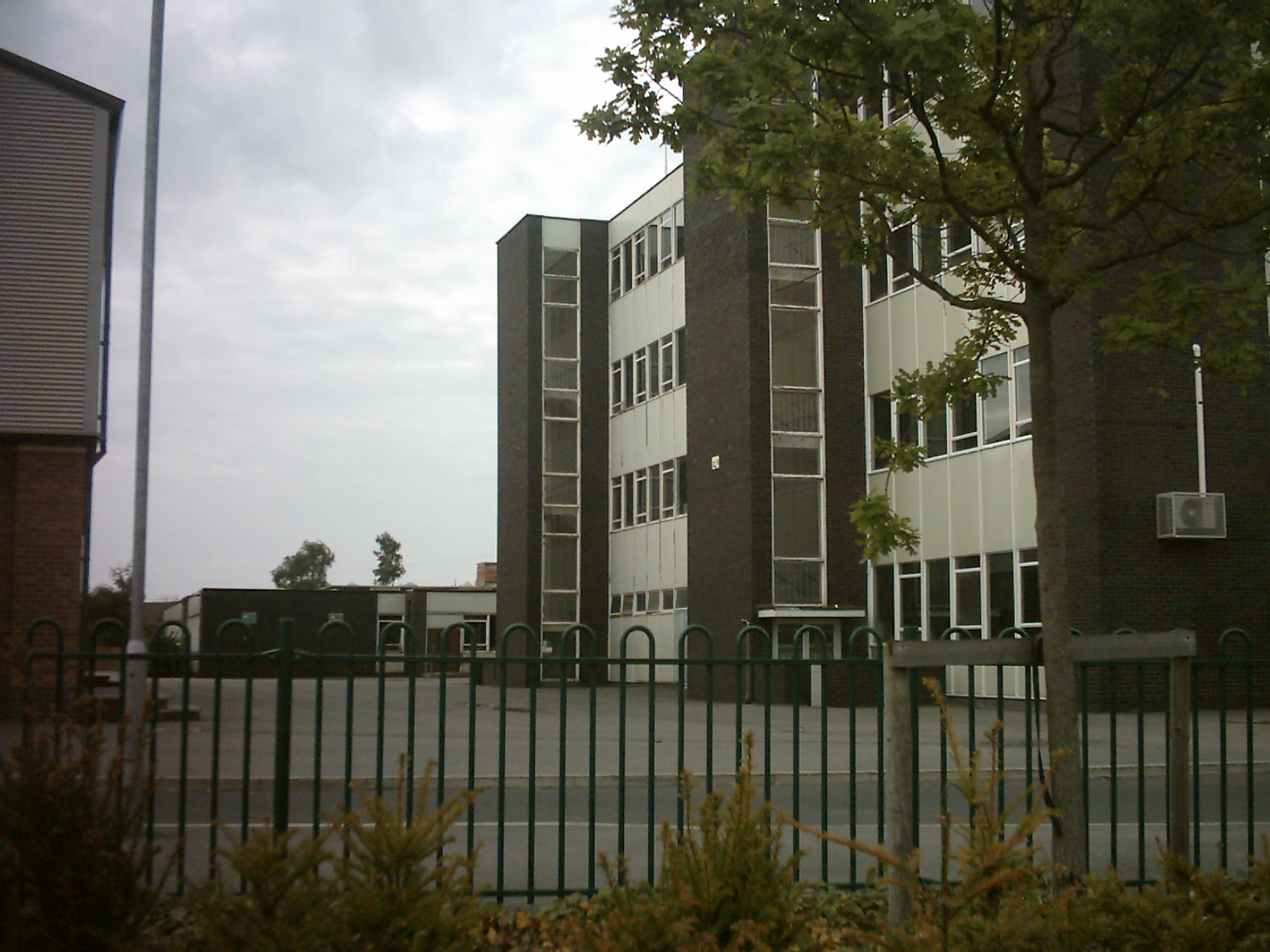
Wetherby High School, eine typische ehemalige Secondary Modern School in Wetherby, West Yorkshire

Die Secondary Modern School (moderne Sekundarschule) war ein Schultyp in England, Wales und Nordirland von 1944 bis in die frühen 1970er Jahre. Sie war Bestandteil eines dreigliedrigen Schulsystems und sollte die Mehrheit der Schüler aufnehmen. Im größten Teil des Vereinigten Königreichs wurden diese Schulen durch Gesamtschulen ersetzt.

## Ursprünge
Mit dem Butler Education Act 1944 entstand ein System, in dem die Kinder im Alter von 11 Jahren geprüft und in die verschiedenen Schulformen eingeteilt wurden. Diejenigen, die als weniger begabt für eine akademische oder naturwissenschaftlich-technische Ausbildung angesehen wurden, kamen in die Secondary Modern School. Dort erhielten sie eine breitgefächerte, praxisorientierte Ausbildung. Sie konzentrierte sich auf grundlegende Fähigkeiten wie Arithmetik/Geometrie sowie handwerkliche und häusliche Fertigkeiten wie Schreinerarbeiten und Kochen. Mit dem Education Reform Act von 1988 bekamen alle Schulen das einheitliche National Curriculum. Zuvor lag das Lehrprogramm weitgehend frei bei jeder einzelnen Schule.
Die ersten dieser Schulen entstanden durch Umwandlung von rund dreitausend Senior Elementary schools, die zuvor die Schulausbildung bis zum Alter von 14 Jahren zu leisten hatten. Viele weitere wurden vom Ende des Zweiten Weltkriegs bis 1965 gebaut, um die Sekundarausbildung zu gewährleisten.

## Dreigliedriges System
Die Prüfung im Alter von 11 Jahren, Eleven Plus genannt, diente dazu, Kinder auf Grammar Schools und Secondary Modern Schools zu verteilen. In einigen Regionen gab es zusätzlich noch die Technical Schools. Die These, dass die Prüfung Kinder der Mittelklasse begünstigte, ist umstritten. Es gibt jedoch starke Anzeichen, dass Grammar Schools überwiegend von Kindern der Mittelklasse und Secondary Modern Schools überwiegend von Kindern der unteren Schichten besucht wurden.
Die Babyboomer-Generation der Jahrgänge 1957 bis 1970 war davon besonders betroffen, weil die Grammar Schools ihre Kapazität nicht entsprechend der wachsenden Schülerzahl ausgeweitet hatten. Dadurch stiegen die Anforderungen der Prüfung. Schüler, die in früheren Jahren in die Grammar School aufgenommen worden wären, wurden nun in die Secondary Modern School eingeteilt.
Der Butler Education Act sah gleiche Wertschätzung der Schulen vor. Gleichwohl wurde die Secondary Modern School als Schule für Schwächere angesehen. Sie bereitete Schüler auf das Certificate of Secondary Education vor, aber nicht für das angesehenere O Level. In späteren Jahren wurden Vorbereitungskurse dafür eingerichtet, aber weniger als 10 % der Studenten nahmen daran teil. Secondary Modern Schools boten keine Vorbereitung für die A Level-Prüfung an, die Voraussetzung für ein Hochschulstudium ist. 1963 bestanden nur 318 Absolventen der Secondary Modern School das A Level. Keiner von ihnen besuchte eine Universität.
Grammar Schools verfügten im Allgemeinen über ein höheres Budget pro Schüler als Secondary Modern Schools. Dies betraf sowohl Material als auch das Lehrpersonal. Der Newsom-Report von 1963 berichtete, dass in armen Stadtbereichen von London in einigen Schulen 15-jährige Schüler auf Stühlen saßen, die für Grundschüler gedacht waren. Die Personalfluktuation war hoch, die Kontinuität im Unterricht minimal. Nicht alle Secondary Modern Schools waren so schlecht, aber generell litt dieser Schulzweig unter der geringeren Wertschätzung durch die Verwaltung.

## Kritik
Die Fähigsten unter den Schülern der Secondary Modern School waren durch deren Ausstattung besonders benachteiligt. Die Möglichkeiten, ihnen die bestmögliche Ausbildung zu bieten, waren beschränkt:
- Im Gegensatz zu Grammar Schools waren Secondary Modern Schools nicht darauf eingerichtet, Schülern den Weg zu einer akademischen Ausbildung zu öffnen. Nach ihrem ursprünglichen Konzept sollten sie ihren Schülern erniedrigende Effekte externer Prüfungen ersparen.[7] Deshalb bekamen die Schüler zunächst keinen Zugang zur O-Level- und A-Level-Prüfung. Während der 1950er Jahre nahmen einige Schulen die Vorbereitung auf das O Level in ihr Programm auf. Generell genoss die akademische Ausbildung an der Secondary Modern jedoch weiterhin geringeres Ansehen als an der Grammar School.

- Schüler, die im O Level gut abgeschnitten hatten, hatten Schwierigkeiten, sich zum A Level zu qualifizieren. In den 1950er und frühen 1960er Jahren nahmen Grammar Schools generell keine Schüler auf, die ein gutes O Level abgelegt hatten und nun für das A Level lernen wollten.[1][3] Solche Schüler mussten das Schulsystem verlassen und sich beispielsweise an Abendschulen weiterbilden.

In den 1960er Jahren wuchs die Kritik an den Beschränkungen der Secondary Modern School, ausgehend von Eltern von Kindern der Babyboomer-Generation. Das System wurde durchlässiger, und die Schüler der Secondary Modern Schools, die ihr O Level bestanden, erzielten vergleichbare Resultate wie die Schüler der Grammar Schools.

## Ablösung durch Gesamtschulen
Die Kritik führte zum Ruf nach Reformen. In den 1950er Jahren begannen Versuche mit Gesamtschulen (Gemeinschaftsschulen). Mehrere Grafschaften, darunter Leicestershire, schafften die Secondary Modern School völlig ab. 1965 verfügte die damalige Labour-Regierung mit dem Erlass 10/65 das System der Gemeinschaftsschulen. 1976 waren die Secondary Modern Schools formell abgeschafft – mit Ausnahme einiger Regionen und Gemeinden, unter ihnen Kent, Dorset, Buckinghamshire, Stoke-on-Trent, Slough, the Metropolitan Borough of Wirral and Ripon.

## Secondary Modern Schools heute
Einige Grafschaften mit konservativer Mehrheit verfahren immer noch nach dem gegliederten System und unterhalten Schulen ähnlich den früheren Secondary Modern Schools. Umgangssprachlich, aber nicht offiziell werden diese Schulen als High Schools bezeichnet (in Medway und Trafford), Upper Schools (in Buckinghamshire) oder All-Ability-Schools. Es gibt sie auch noch in Nordirland, wo sie als Secondary Schools, Sekundarschulen, bezeichnet werden. In Lincolnshire, Wirral, Kent, und in Buckinghamshire werden sie auch als Community Schools, Gemeindeschulen, bezeichnet.